# Argentinischer Engelhai
Der Argentinische Engelhai (Squatina argentina) ist ein bodenbewohnender Hai, der an der Atlantikküste des südlichen Südamerikas vorkommt.

## Aussehen und Merkmale
Der Argentinische Engelhai kann eine maximale Körperlänge von etwa 140 Zentimeter erreichen (längere Exemplare bis 170 Zentimeter sind benannt, aber zweifelhaft). Wie bei anderen Engelhaien ist der Rumpf stark abgeflacht mit sehr breiten Brustflossen, wodurch die Tiere in der Gestalt eher wie lange Rochen wirken. Die Brustflossen sind jedoch deutlich vom Rumpf abgesetzt, während sie bei den meisten Rochen ansatzlos in den Körper übergehen. Argentinische Engelhaie haben zwei Rückenflossen und besitzen keine Afterflosse. Der Rücken ist violett-braun mit zahlreichen dunklen Flecken, die meist in Ringen um jeweils einen größeren dunklen Fleck angelegt sind; helle Flecken fehlen. Die Rückenflossen sind etwas heller als der Rücken. Auf dem Schnauzenbereich befinden sich über das Maul verlaufend vergrößerte Dornen.
Die Augen liegen auf der Kopfoberseite, das Maul ist endständig, die äußeren Nasenöffnungen sind mit kurzen Barteln versehen. Die Spritzlöcher sind groß, die Anzahl der seitlich, unten liegenden Kiemenöffnungen beträgt fünf. Die Nasenklappen sind leicht gefingert oder glatt gerandet.

## Verbreitung

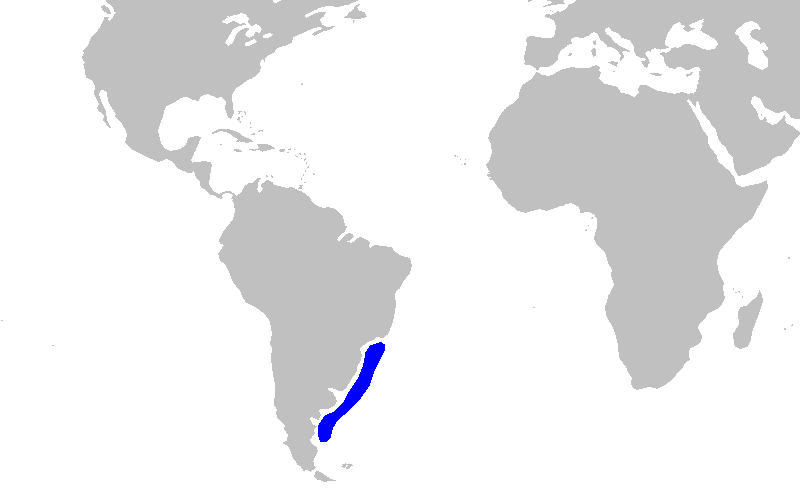
Verbreitung des Argentinischen Engelhais

Das Verbreitungsgebiet des Argentinischen Engelhais befindet sich im Küstenbereich des südlichen Atlantiks vom Rio Grande do Sul in Brasilien über Uruguay bis zum nördlichen Patagonien in Argentinien.
Er lebt im äußeren Randbereich des Kontinentalschelfs vor allem in Tiefen zwischen 50 und 320 Metern, meistens unterhalb von 120 Metern.

## Lebensweise
Über die Lebensweise des Argentinischen Engelhais liegen nur wenige Daten vor. Wie andere Engelhaie ernährt er sich wahrscheinlich vor allem von kleinen Knochenfischen, Kopffüßern und Krebsen, die er als Lauerjäger auf dem Boden liegend erbeutet. Wie alle Engelhaie ist er ovovivipar – die Eier werden im Mutterleib ausgebrütet, bevor die Jungtiere lebend geboren werden. Dabei bringen die Weibchen dieser Art sieben bis elf Jungtiere zur Welt.
Die Geschlechtsreife erreichen die Tiere mit einer Körperlänge von etwa 120 Zentimeter.

## Gefährdung
Die International Union for Conservation of Nature (IUCN) stuft diesen Hai als stark gefährdet („Endangered“) ein, nachdem er bis 2006 aufgrund der unzureichenden Datenlage nicht eingeordnet wurde („Data deficient“). Die Einstufung erfolgte aufgrund der vergleichsweise niedrigen Fortpflanzungsrate sowie der Gefahr der Überfischung, die vom Einsatz von Boden- und Schleppnetzen im Verbreitungsgebiet der Art ausgeht. Vor allem im südlichen Brasilien werden Engelhaie stark befischt, entsprechend ist besonders hier ein starker Rückgang verzeichnet: Der Höhepunkt der Engelhaifischerei (betrifft auch den Guggenheim-Engelhai (S. guggenheim) und den Gepunkteter Engelhai (S. punctata)) lag zwischen 1986 und 1989 sowie im Jahr 1993 bei etwa 2.000 Tonnen pro Jahr, bevor er bis 2003 auf 900 Tonnen zurückging. Zudem ist der Hai eine häufige Beifangart bei der kommerziellen Fischerei, die vor allem auf den Fang der Seeteufel-Art Lophius gastrophysus abzielt.

## Belege
1. 1 2  Squatina argentina in der Roten Liste gefährdeter Arten der IUCN 2010. Eingestellt von: Vooren, C.M. & Chiaramonte, G.E., 2006. Abgerufen am 18. Dezember 2010.